# Fahrgebiss

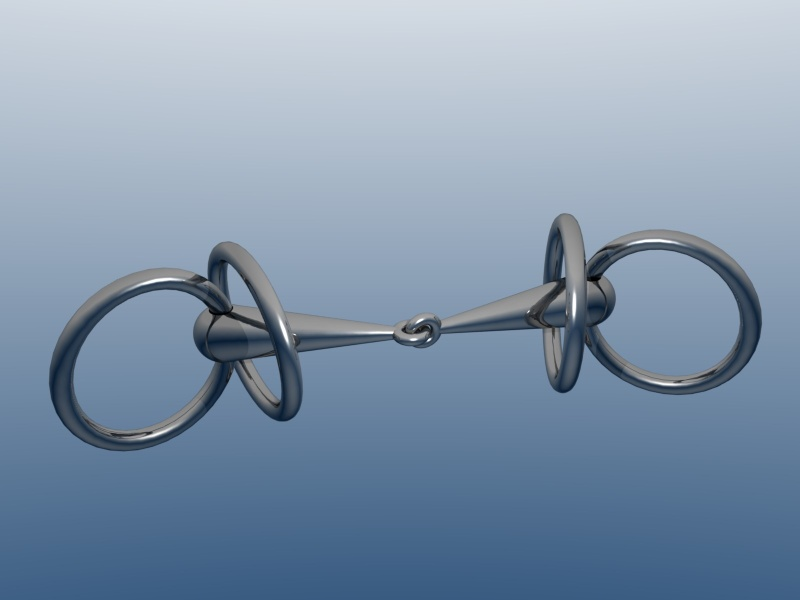
Doppelringtrense

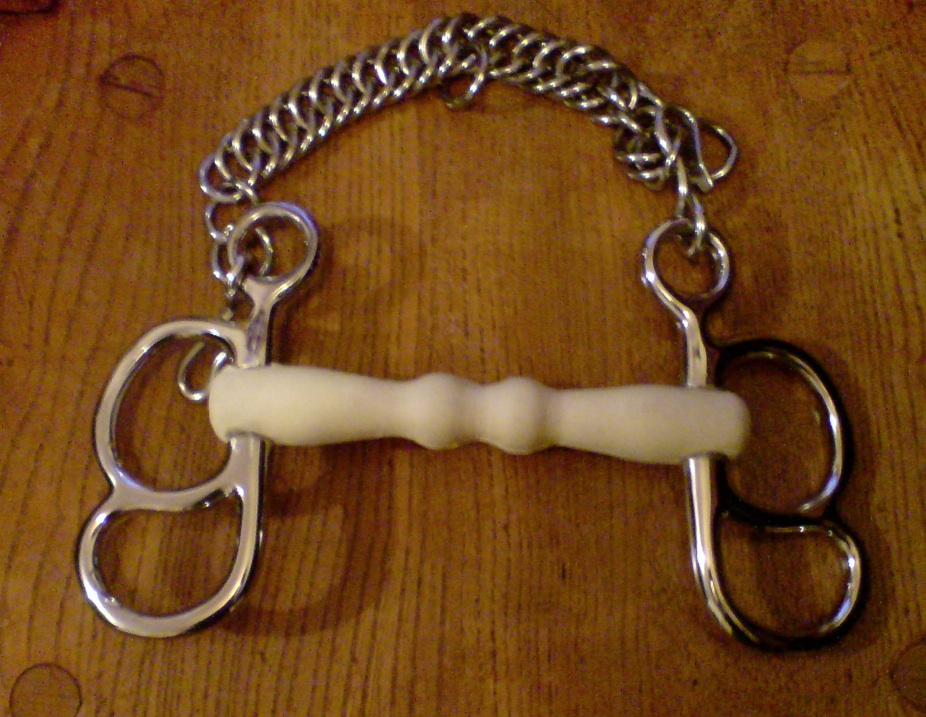
Postkandare mit flexiblem Kunststoff-Mundstück

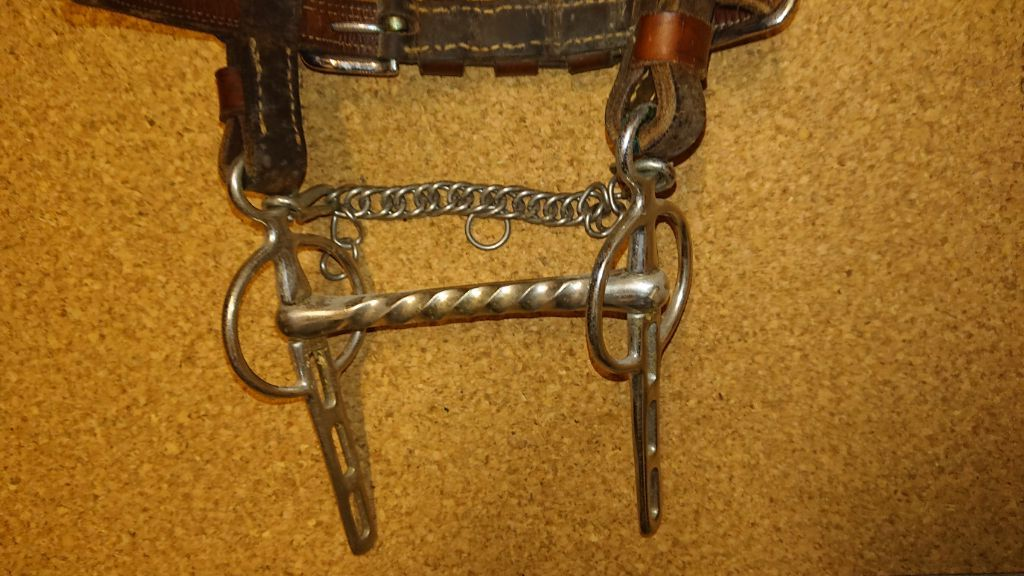
Liverpool-Kandare mit beweglichen Bäumen mit je drei Schlitzen, ungebrochenes, starres, gerades Mundstück

Ein Fahrgebiss ist ein Mundstück für Pferde, das zum Fahren verwendet wird. Es ist Bestandteil des Fahrzaums für den Fahrsport und hat an jeder Seite Ringe zum Einschnallen der Leinen. In Fahrgebisse können die Leinen unterschiedlich eingeschnallt werden um eine verschieden starke Wirkung zu erzielen. Dadurch kann bei einem Mehrspänner das unterschiedliche Temperament der Pferde ausgeglichen werden.
Traditionell werden im Fahrsport bei den verschiedenen Anspannungsarten bestimmte Gebisse verwendet.
Zur Stadtanspannung gehören Liverpool-, Ellenbogen-, Buxton- oder Tilburykandaren.
Zur Landanspannung gehören Postkandare oder Doppelringtrense.

## Doppelringtrense
Eine Doppelringtense sieht aus wie eine Wassertrense mit einem zusätzlichen Trensenring auf jeder Seite. Siehe Abbildung. Durch Einschnallen der Leine in einen oder beide Ringe ist die Wirkung weicher oder schärfer. Die Doppelringtrense gehört zur Landanspannung und zum Ungarischen Fahrstil.

## Fahrkandare
Kandaren (von ungarisch kantár, „Zaumzeug“) haben eine Hebelwirkung und ungebrochene Mundstücke, sogenannte Stangen. Aufbau und Wirkungsweise gleichen den beim Reiten verwendeten Kandaren.
Fahrkandaren werden nicht mit einer Trense unterlegt. An den Kandaren-Bäumen oder Anzügen sind jeweils mehrere Befestigungsmöglichkeiten für die Leinen. Je nach dem in welchem Schlitz die Leinen verschnallt werden, ist die Hebelwirkung stärker oder schwächer. Die geringste Hebelwirkung wird erzielt, wenn die Leine durch die erste Öse und den Schaumring verschnallt wird. Aufgrund zu festen Anziehens an „scharfgeschnallten“ Kandaren kann es zu Kieferbrüchen beim Fahrpferd kommen.
Die Stangen von Fahrkandaren können gerade sein, oder in der Mitte aufgewölbt sein. Die Wölbung heißt Zungenfreiheit und bietet der Zunge des Pferdes mehr Platz, der Druck der Kandare wirkt dann vermehrt auf die Laden. Eine hohe Zungenfreiheit kann jedoch gegen der Gaumen drücken, wenn die Leinen angenommen werden.
Es gibt Fahrkandaren mit beweglichen oder feststehenden Bäumen, als Pumpgebiss oder mit starrem Gebiss. Es gibt auch analoge gebrochene Ausführungen, die Gebisse genannt werden. Ein gebrochenes Gebiss hat ein oder zwei Gelenke im Mundstück.
Die Liverpool-Kandare hat gerade Schenkel. Die Ellbogen-Kandare hat hingegen abgewinkelte Schenkel, mit dem Vorteil, dass das Pferd die Unterbäume nicht mit den Lippen ergreifen kann, da sie weiter hinten sind.

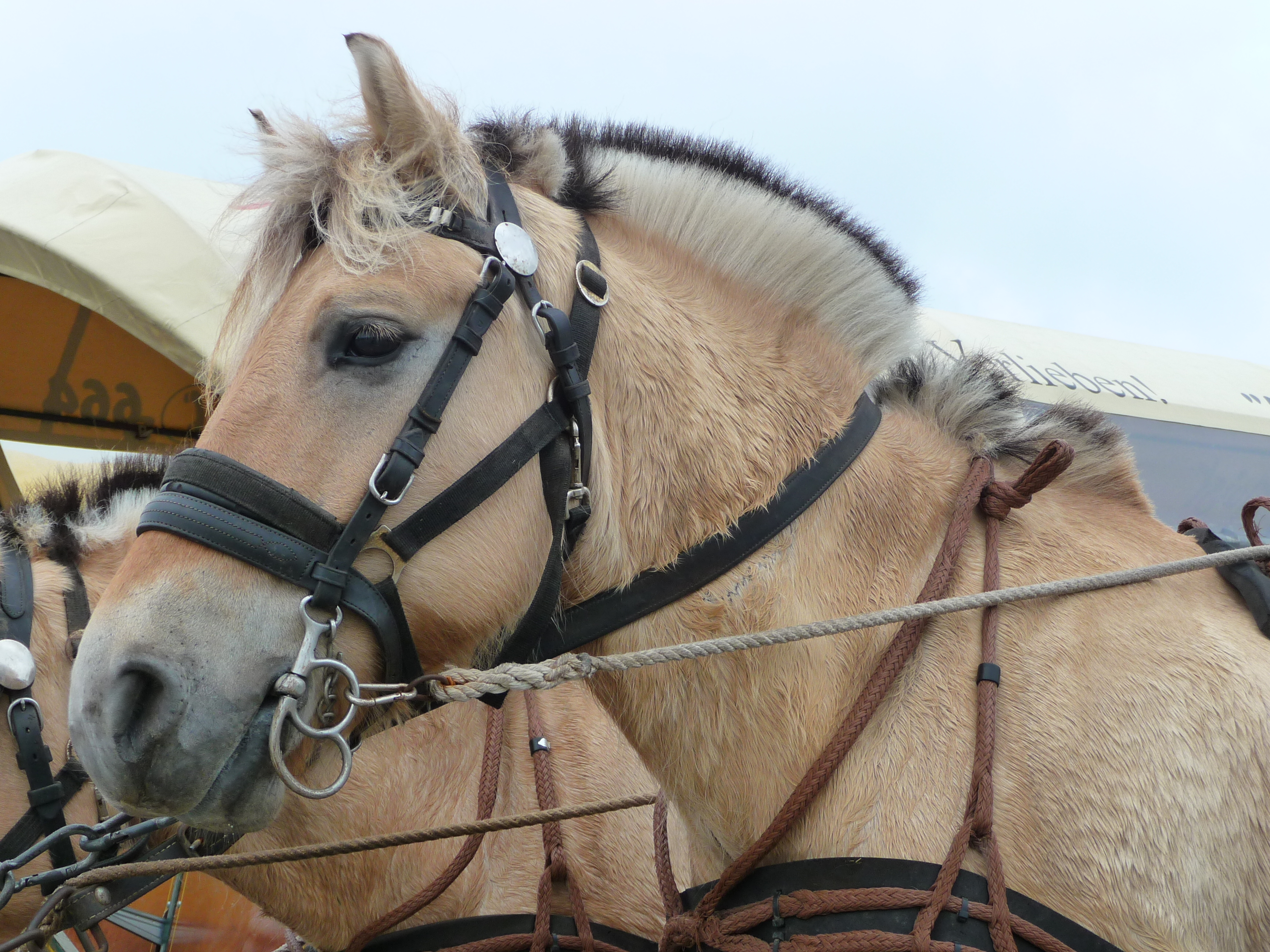
Postkandare mit zwei Ösen
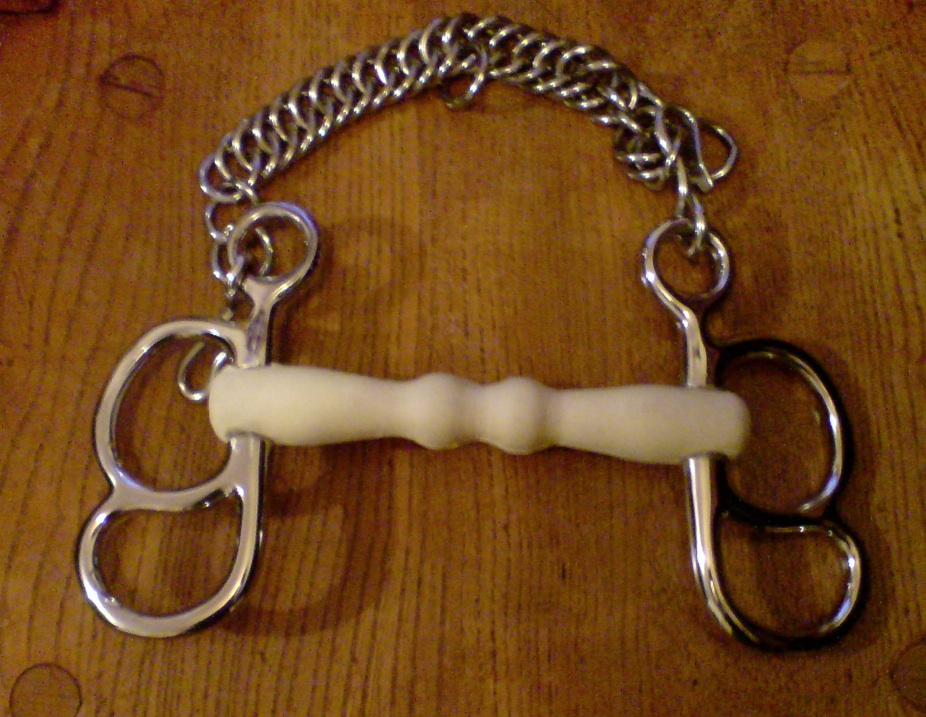
Postkandare mit flexiblem Kunststoff-Mundstück
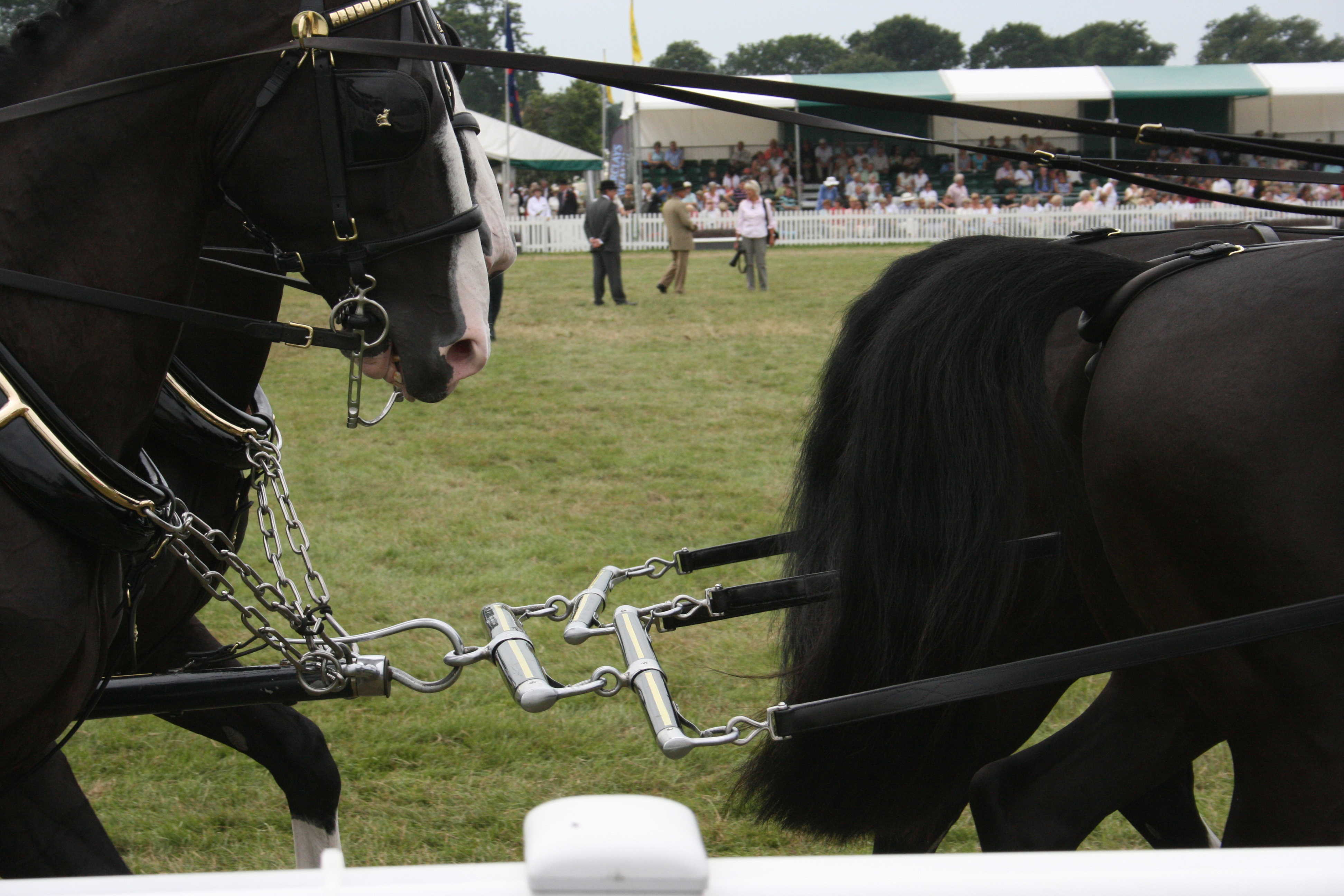
Liverpool-Kandare mit Schaumbügel
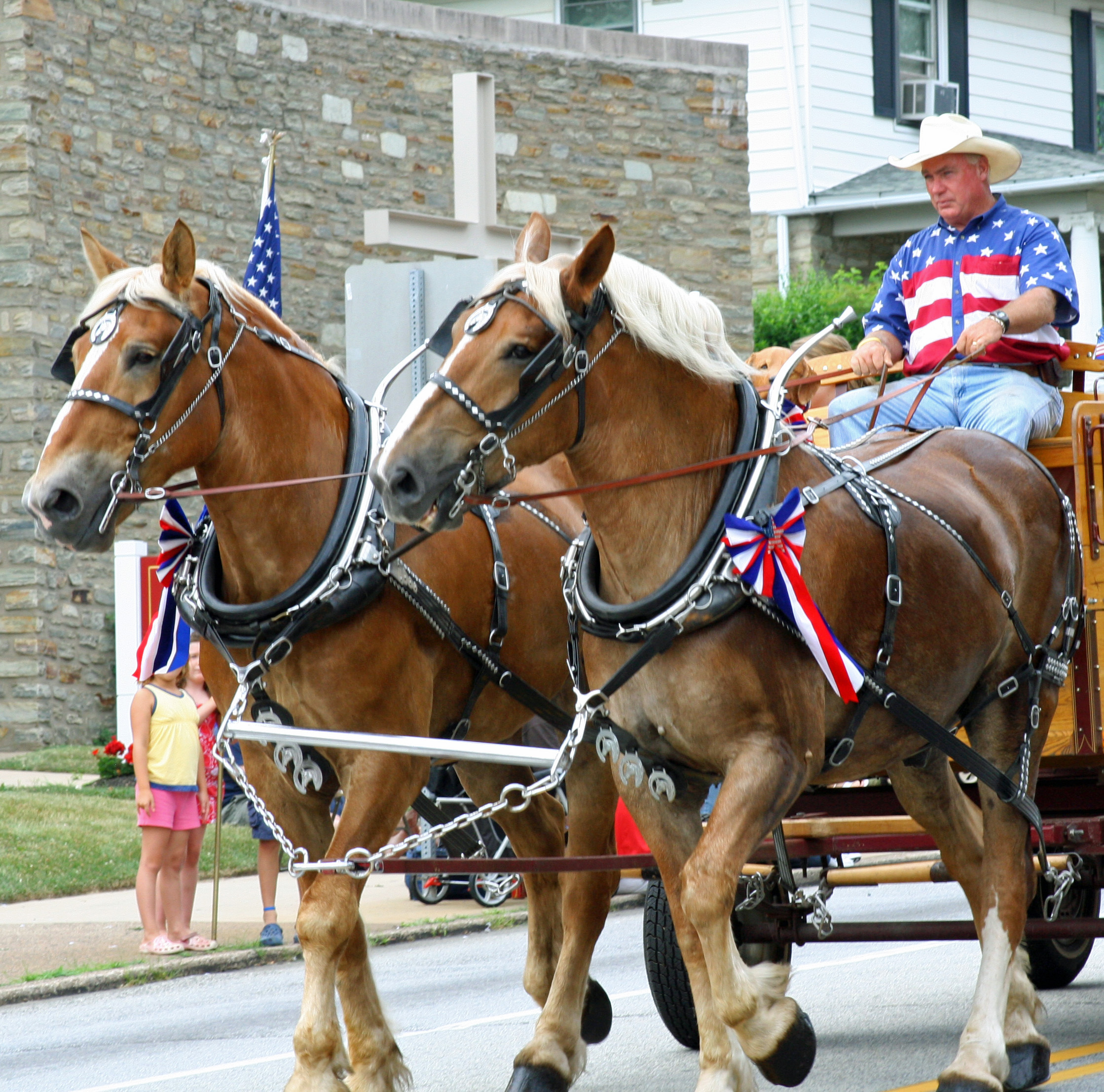
Links Liverpool-Kandare, rechts Ellbogenkandare, beide Leinen im ersten Schlitz verschnallt
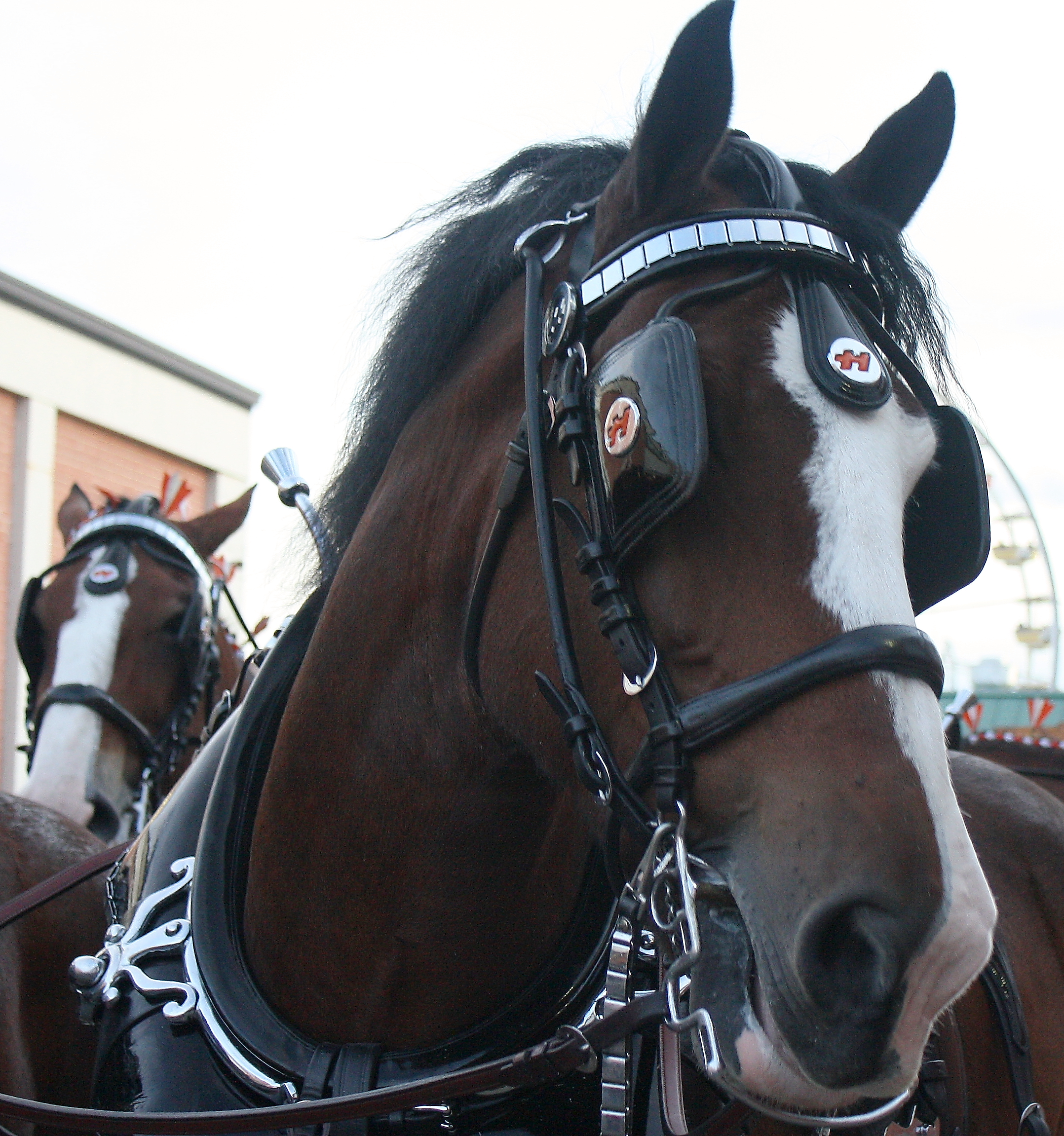
Buxton-Kandare